# V510 Возничего
V510 Возничего (лат. V510 Aurigae) — одиночная переменная звезда в созвездии Возничего на расстоянии (вычисленном из значения параллакса) приблизительно 5034 световых лет (около 1543 парсеков) от Солнца. Видимая звёздная величина звезды — от +14,3m до +11m.

## Характеристики
V510 Возничего — красная пульсирующая переменная звезда, мирида (M:) спектрального класса M. Эффективная температура — около 3286 K.